# Sainte-Marie-du-Lac-Nuisement
Sainte-Marie-du-Lac-Nuisement is een gemeente in het Franse departement Marne in de regio Grand Est en telt 227 inwoners (1999). De gemeente maakt deel uit van het arrondissement Vitry-le-François.

## Geschiedenis
Op 1 januari 1969 fuseerden de toenmalige gemeenten Sainte-Marie-du-Lac en Nuisement-aux-Bois tot de gemeente Sainte-Marie-du-Lac-Nuisemen. Bij de aanleg van het Lac du Der-Chantecoq verdwenen in 1974 Nuisement-aux-Bois en de dorpen Champaubert-aux-Bois en Chantecoq in de gemeente Giffaumont-Champaubert. In Sainte-Marie-du-La bevindt zich een museum ter nagedachtenis aan de verdronken plaatsen.

## Geografie
De oppervlakte van Sainte-Marie-du-Lac-Nuisement bedraagt 16,9 km², de bevolkingsdichtheid is 13,4 inwoners per km².
De onderstaande kaart toont de ligging van Sainte-Marie-du-Lac-Nuisement met de belangrijkste infrastructuur en aangrenzende gemeenten.

## Demografie
Onderstaande figuur toont het verloop van het inwonertal.